# Obere Allerniederung bei Celle
Die Obere Allerniederung bei Celle ist ein Naturschutzgebiet in der niedersächsischen Stadt Celle.

## Allgemeines
Das Naturschutzgebiet mit dem Kennzeichen NSG LÜ 276 ist circa 239 Hektar groß. Es ist nahezu vollständig Bestandteil des FFH-Gebiets „Aller (mit Barnbruch), untere Leine, untere Oker“. Im Nordosten grenzt es an das Naturschutzgebiet „Lachte“, im Süden an das Naturschutzgebiet „Aller mit Altgewässern und Auenlebensräumen bei Osterloh“ und an das Landschaftsschutzgebiet „Alleraue und Dünen bei Altencelle und Osterloh“. An das Naturschutzgebiet angrenzende Flächen sind teilweise als Landschaftsschutzgebiet „Oberes Allertal“ ausgewiesen. Das Gebiet steht seit dem 30. August 2007 unter Naturschutz. Zuständige untere Naturschutzbehörde ist die Stadt Celle.

## Beschreibung

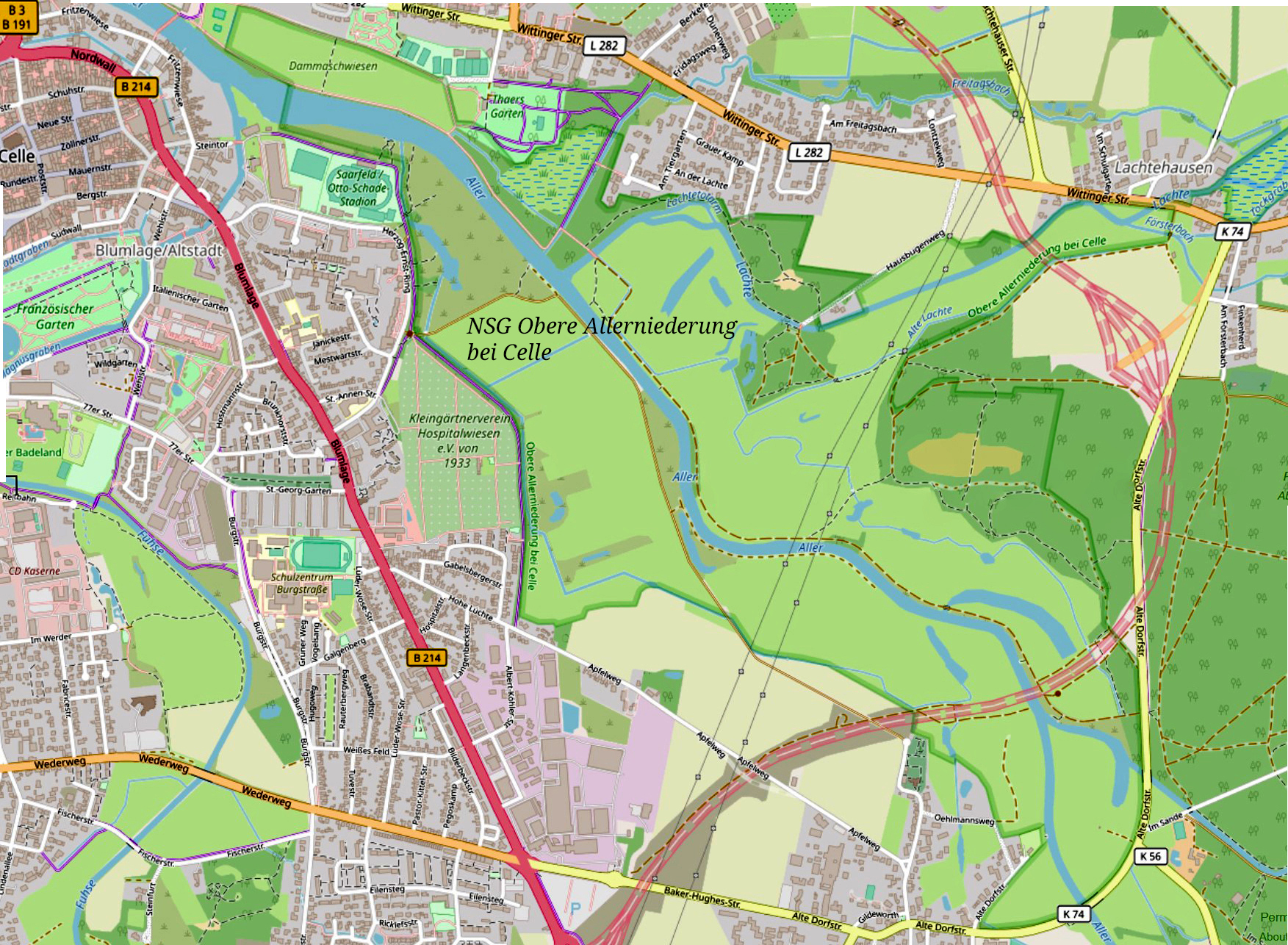
Übersichtskarte NSG Obere Allerniederung

Das Naturschutzgebiet liegt im Osten der Stadt Celle und grenzt an mehreren Stellen direkt an die Wohnbebauung von Celle, u. a. an die der Stadtteile Blumlage im Westen, Altencelle im Süden und Lachtehausen im Bereich der Lachte im Nordosten. Der Bereich des Immenhofs am Nordufer der Lachte ist aus dem Schutzgebiet ausgenommen.

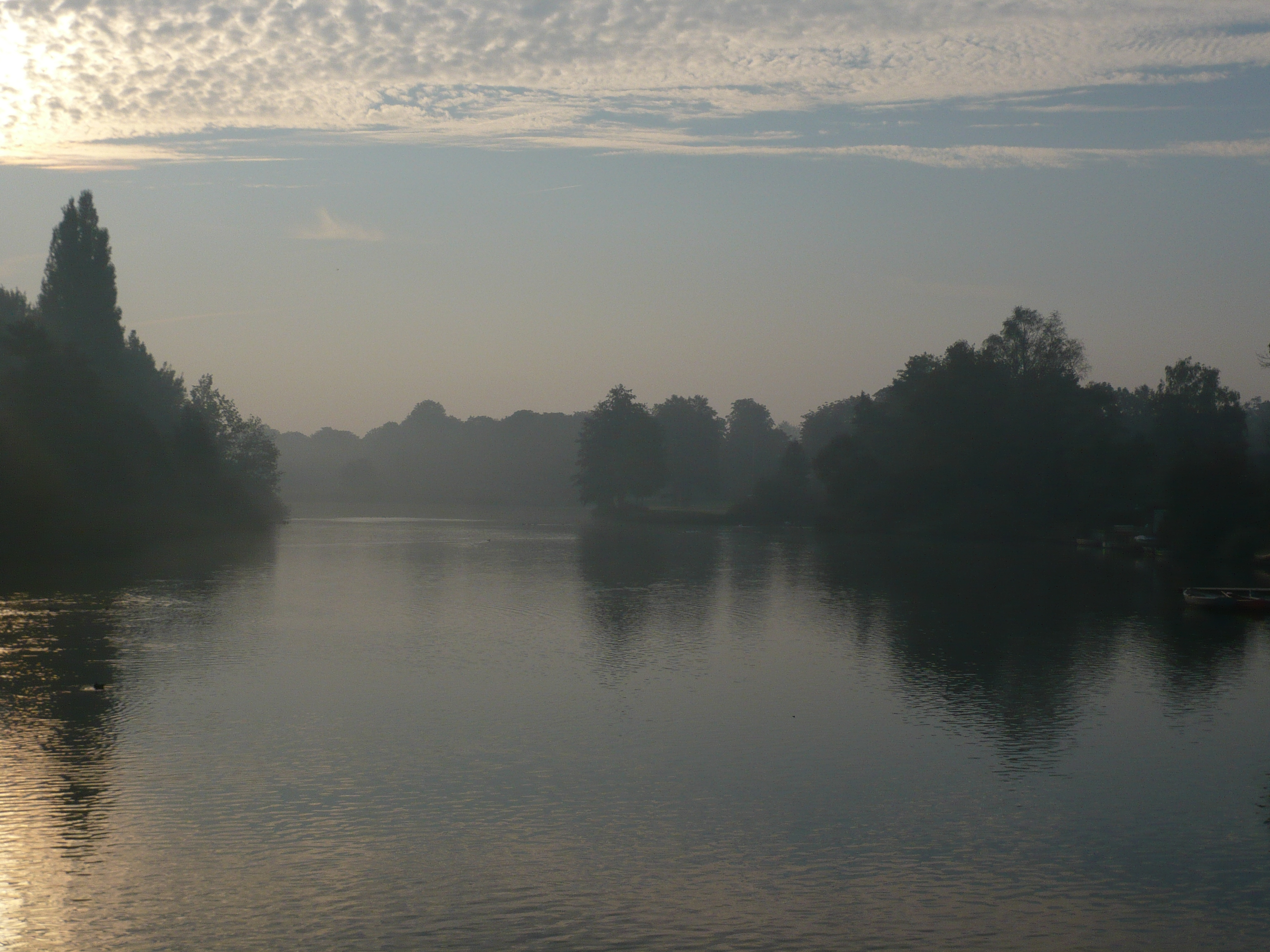
Aller im NSG

Das Naturschutzgebiet stellt die stauregulierte Aller und den Teil der Lachte von der Mündung in die Aller bis Lachtehausen sowie deren Niederungen und daran angrenzende, höher gelegene Randbereiche unter Schutz. Die Niederungen werden bei Allerhochwasser überflutet. Sie werden von kleinflächigen Auen- und Bruchwäldern, Feuchtgebüschen, Feuchtwiesen und Grünland sowie Röhrichten und Seggenrieden geprägt. Das Grünland wird überwiegend extensiv bewirtschaftet. Im Naturschutzgebiet finden sich auch zahlreiche kleinere Stillgewässer.
Durch das Naturschutzgebiet verlaufen mehrere Wanderwege. An der Mündung der Lachte in die Aller im Norden sowie an einem Altarm der Aller im Süden des Naturschutzgebietes befinden sich öffentliche Badestellen.